# Sumienie (film)
Sumienie (tyt. oryg. Ndërgjegja) – albański film fabularny z roku 1972 w reżyserii Hysena Hakaniego.

## Opis fabuły
Kujtim pracuje jako mechanik w firmie transportowej. W wyniku jego zaniedbania dochodzi do awarii hamulców w jednej z ciężarówek i wypadku, w którym ucierpiał kierowca Petro i rowerzysta. Winą za spowodowanie wypadku zostaje obciążony kierowca, który miał przekroczyć dozwoloną prędkość. Kujtima zaczynają dręczyć wyrzuty sumienia, ale boi się przyznać do winy. W podjęciu decyzji pomaga mu narzeczona Arta, która przekonuje go, aby ujawnił prawdę o wypadku.
Film realizowano w Tiranie.

## Obsada
- Roza Anagnosti jako Arta
- Rikard Ljarja jako mechanik Kujtim
- Fitim Makashi jako kierowca Petro Mara
- Petrit Llanaj jako sekretarz organizacji
- Gjon Karma  jako dziadek Veliu
- Lazër Vlashi jako prokurator
- Gëzim Kame jako pomocnik mechanika
- Spiro Urumi jako ojciec Arty
- Marika Kallamata jako matka chorego chłopca
- Lazër Filipi jako dyrektor przedsiębiorstwa
- Besa Imami jako matka Arty
- Ferdinand Radi jako Kiço
- Ismail Zhabiaku